# 安藤しげき
安藤 しげき（あんどう しげき、本名、安藤 茂樹（あんどう しげき）、1953年7月10日 - 1997年4月19日）は、日本の漫画家。埼玉県比企郡小川町出身、早稲田大学卒業。

## 概要
大学では早稲田大学漫画研究会に所属し、堀井雄二やかまちよしろうらと活動を共にする。卒業後は広済堂出版に入社。編集者として勤めた後、イラストレーターとして独立。1982年、「週刊漫画サンデー」において『たまらん!!』で漫画家デビュー。初期は、本名の「安藤 茂樹」名義で執筆していた。その後、ファミリー向け、成人向けを問わず数々の4コマ雑誌で4コマや12コマの作品を発表し、地位を高める。1987年『ヤッちゃんの勝ち!! 』で第33回文藝春秋漫画賞を受賞。
セリフはいわゆる写植を使っていなかったが、絵柄・字体とも雑に描かれた作風で、書き文字が読み取りにくい、または前後の文脈から推理しないと読み取れないほど字体が崩れている箇所も少なからずあった。しかし一見乱雑とも見えてしまう画風すら作者自身の個性としてしまうほどの独特の作風でもあった。
1991年12月には『安藤しげきのイケイケ課長』と題した雑誌がぶんか社より「噂のエクスプレス」増刊として発売され、翌年12月に月刊誌として独立創刊。当時過激でえぐ味の強い下ネタ・お色気4コマが隆盛を極めていた中、安藤の作品は下ネタ、お色気を交えつつもウィットに富んだ大人の4コマ漫画といった作風で、他の同じ系統の4コマ作家の作品とは一定の差別化が図られていた。
JR東日本の車内広告漫画「ひと駅まんが　Jr.しげき君」や、IBM・日立製作所などの社内広報誌にも作品を発表、サンケイスポーツや夕刊フジにも連載を持つなど各方面で受け入れられていた漫画家であったが、1997年4月19日、胃癌により死去。享年43。なお、『安藤しげきのイケイケ課長』は、安藤が死去した後も原稿のストックを活用する形で発売は続けられ、1997年12月号をもって廃刊となった。また亡くなった1997年には、ぶんか社より過去の作品などをまとめた短編集や『イケイケ課長』の新装版などが計7冊発行された。

## 主な作品
- ボコボコマイウェイ（少年画報社）ISBN 9784785910792（1987年12月）
- 愛こそす・け・べ（スコラ）全2巻

1. ISBN 9784882750529（1989年4月）
2. ISBN 9784796240260（1990年1月）

- がんばれヤマちゃん（双葉社）ISBN 9784575931754（1989年9月）
- イケイケ課長（ぶんか社）

1. ISBN 9784821193769（1993年2月）
2. ISBN 9784821193776（1993年3月）
3. ISBN 9784821194124（1994年8月）

- イケイケ課長ワイド版（ぶんか社）

1. ISBN 9784821195329（1996年12月）

- ひと恐まんが（フロム出版）ISBN 9784938752040（1993年8月）